# San Pedro de Saelices
San Pedro de Salaices es un despoblado que actualmente forma parte del concejo de Ollávarre, que está situado en el municipio de Iruña de Oca, en la provincia de Álava, País Vasco (España).

## Historia
Ya habitado en época romana, se desconoce cuándo se despobló.
Actualmente sus tierras son conocidas con el topónimo de Solaices.